# Vigerslev Boldklub
Vigerslev Boldklub (eller Vigerslev BK) er en dansk fodboldklub beliggende i København SV. Klubben blev stiftet i 1956. Klubbens førstehold spiller i Københavnsserien, mens andetholdet spiller i Serie 3 under DBU København. Klubbens førstehold og andethold spiller sine hjemmekampe i Valby Idrætspark. Vigerslev BK har et klubhus i nærheden af Åmarken Station.

## Historie

### Stiftelse
En gruppe af drenge fra Gårdstedet spillede fodbold i Vigerslevparken. Engang imellem dannede de to uofficiel fodboldhold der hed “Gårdstedets Idræts Forening” (eller G.I.F). De to hold var ubesejrede i de halvanden år holdene bestod. Drengene begyndte at tale om at danne en rigtig fodboldklub og melde sig ind i en union og tilmelde sig til turneringer. Det blev bestemt, at klubben skulle hede “B1956” og melde sig ind i Dansk Arbejder Idrætsforbund (DAI). Før optagelsen i unionen, forlangte denne dog, at klubben skulle skifte navn, da man ellers kunne forveksle dem med ”B1950”. Klubben gjorde det og blev døbt “Vigerslev Boldklub”.

### DBU København
I slutningen af 1958 blev der sendt en ansøgning til København Boldspil Union (DBU København, KBU) fordi ellers risikerer klubben at miste ungdomsafdelingen. Den 1. januar 1959 forlader Vigerslev BK Dansk Arbejder Idrætsforbund (DAI) og optages hos KBU.